# ترومس اوگ فینمارک
ترومس اوگ فینمارک (به لاتین: Troms og Finnmark) یک منطقهٔ مسکونی در نروژ است که در نروژ واقع شده‌است. ترومس اوگ فینمارک ۷۴٬۸۲۹٫۶۸ کیلومتر مربع مساحت و ۲۴۳٬۳۱۱ نفر جمعیت دارد.